# Superleague Formula saison 2008
Navigation
2009

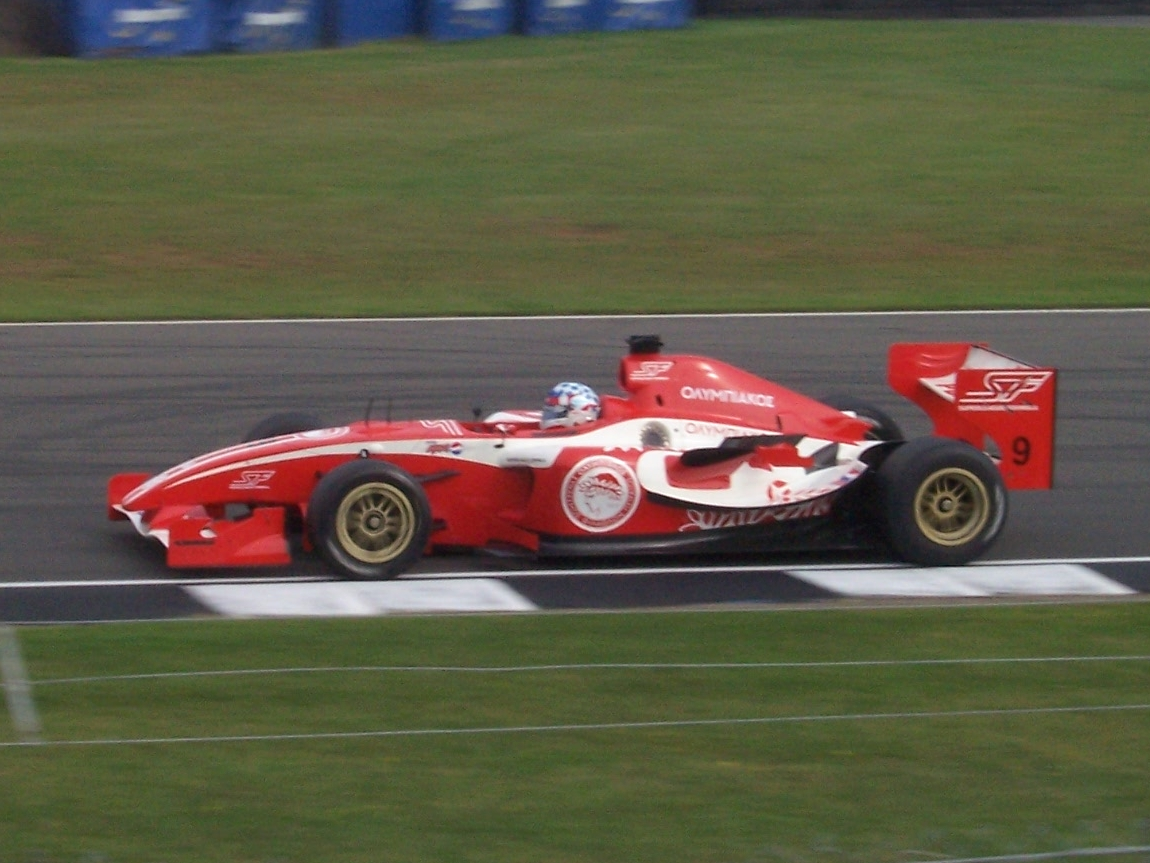
La voiture de l'Olympiakos pilotée par Kasper Andersen

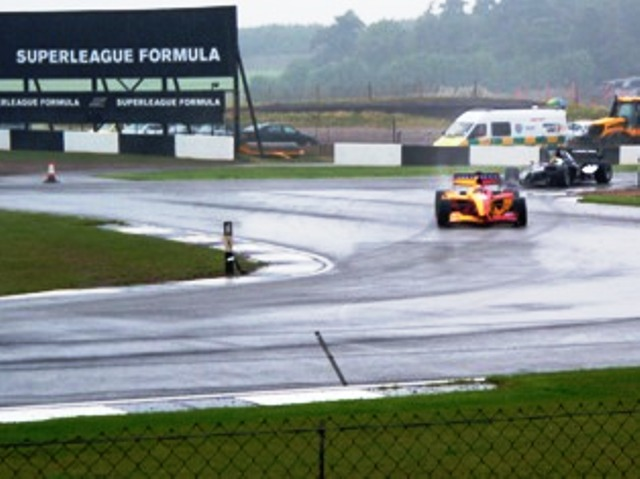
Galatasaray S.K. (Alessandro Pier Guidi) at Superleague Formula Round 1

La saison 2008 de la Superleague Formula est la première saison de ce championnat de course automobile sur circuit qui met en concurrence des monoplaces aux couleurs des clubs de football. Elle a commencé le 30 août et s'est achevée le 23 novembre.

## Équipes
| Club                | Écurie                 | Manufacturier | No | Pilote                | Courses  |
| ------------------- | ---------------------- | ------------- | -- | --------------------- | -------- |
| AC Milan            | Scuderia Playteam      | M             | 3  | Robert Doornbos       | Toutes   |
| Galatasaray SK      | Scuderia Playteam      | M             | 4  | Alessandro Pier Guidi | Toutes   |
| PSV Eindhoven       | Azerti Motorsport      | M             | 5  | Yelmer Buurman        | Toutes   |
| Al Ain Club         | Azerti Motorsport      | M             | 6  | Andreas Zuber         | 1-2      |
| Al Ain Club         | Azerti Motorsport      | M             | 6  | Bertrand Baguette     | 3, 6     |
| Al Ain Club         | Azerti Motorsport      | M             | 6  | Paul Meijer           | 4        |
| Al Ain Club         | Azerti Motorsport      | M             | 6  | Dominick Muermans     | 5        |
| CR Flamengo         | Astromega              | M             | 7  | Tuka Rocha            | Toutes   |
| RSC Anderlecht      | Astromega              | M             | 8  | Craig Dolby           | Toutes   |
| Olympiakos Le Pirée | GU Racing              | M             | 9  | Kasper Andersen       | 1-4      |
| Olympiakos Le Pirée | GU Racing              | M             | 9  | Stamatis Katsimis     | 5-6      |
| FC Bâle             | GU Racing              | M             | 10 | Max Wissel            | Toutes   |
| Borussia Dortmund   | Zakspeed               | M             | 11 | Nelson Philippe       | 1-2      |
| Borussia Dortmund   | Zakspeed               | M             | 11 | Paul Meijer           | 3        |
| Borussia Dortmund   | Zakspeed               | M             | 11 | Enrico Toccacelo      | 4-5      |
| Borussia Dortmund   | Zakspeed               | M             | 11 | James Walker          | 6        |
| Beijing Guoan       | Zakspeed               | M             | 12 | Davide Rigon          | Toutes   |
| SC Corinthians      | EuroInternational      | M             | 14 | Andy Soucek           | 1        |
| SC Corinthians      | EuroInternational      | M             | 14 | Antônio Pizzonia      | 2-6      |
| Atlético Madrid     | EuroInternational      | M             | 15 | Andy Soucek           | 2-6      |
| FC Porto            | Team West-Tec          | M             | 16 | Tristan Gommendy      | 1-4      |
| Rangers F.C.        | Team West-Tec          | M             | 17 | Ryan Dalziel          | 1, 3-6   |
| Rangers F.C.        | Team West-Tec          | M             | 17 | James Walker          | 2        |
| FC Séville          | GTA Motor Competicion  | M             | 18 | Borja Garcia          | Toutes   |
| Tottenham Hotspur   | GTA Motor Competicion  | M             | 19 | Duncan Tappy          | 1-3, 5-6 |
| Tottenham Hotspur   | GTA Motor Competicion  | M             | 19 | Dominik Jackson       | 4        |
| Liverpool FC        | HiTech Racing          | M             | 21 | Adrián Vallés         | Toutes   |
| FC Porto            | HiTech Racing          | M             | 16 | Tristan Gommendy      | 5-6      |
| AS Rome             | Fisichella Motor Sport | M             | 22 | Enrico Toccacelo      | 1-3      |
| AS Rome             | Fisichella Motor Sport | M             | 22 | Franck Perera         | 4-6      |

## Résultats
Les courses de la Superleague Formula commencent par une séance de qualification le samedi. Au début, les équipes sont divisées en deux groupes distincts, puis les quatre équipes les plus rapides de chaque groupe se retrouvent en quart de finale. Deux voitures s'affrontent sur un tour chronométré lors de chaque quart de finale et sont séparés, au moins, de 5 secondes d'écart, pour que la voiture qui se situe en deuxième position ne soit pas avantagé (aspiration sur la 1re voiture). La voiture la plus rapide se qualifie pour la demi-finale, idem pour la finale. À la fin, le vainqueur de la finale se place en pole position sur la grille de départ pour la première course. Ensuite, il y aura deux courses le dimanche, avec une grille inversée pour la seconde. À chaque course, les équipes seront en concurrence pour 1 million d'euros de primes. 
- Samedi : essais libres et séance de qualification.
- Dimanche : deux courses (avec inversion de la grille pour la deuxième course).
- Durée de la course : environ 45 minutes.
- 1 million d'euros de primes à partager par week-end.

| Manche | Circuit                                                          | Vainqueur                             | Course | Podium | Podium            | Podium                | Podium                 | Podium          | Pole position                 | Meilleur tour en course                        |
| Manche | Circuit                                                          | Vainqueur                             | Course | Pos.   | Club              | Pilote                | Écurie                 | Temps           | Pole position                 | Meilleur tour en course                        |
| ------ | ---------------------------------------------------------------- | ------------------------------------- | ------ | ------ | ----------------- | --------------------- | ---------------------- | --------------- | ----------------------------- | ---------------------------------------------- |
| 1re    | Donington Park 30 et 31 août 2008 Résultats détaillés            | Beijing Guoan Davide Rigon aux points | R1     | 1er    | Beijing Guoan     | Davide Rigon          | Zakspeed               | 41 min 29 s 425 | Beijing Guoan Davide Rigon    | Beijing Guoan Davide Rigon 1 min 20 s 183      |
| 1re    | Donington Park 30 et 31 août 2008 Résultats détaillés            | Beijing Guoan Davide Rigon aux points | R1     | 2e     | AS Rome           | Enrico Toccacelo      | Fisichella Motor Sport | 41 min 32 s 002 | Beijing Guoan Davide Rigon    | Beijing Guoan Davide Rigon 1 min 20 s 183      |
| 1re    | Donington Park 30 et 31 août 2008 Résultats détaillés            | Beijing Guoan Davide Rigon aux points | R1     | 3e     | Tottenham Hotspur | Duncan Tappy          | GTA Motor Competicion  | 41 min 44 s 334 | Beijing Guoan Davide Rigon    | Beijing Guoan Davide Rigon 1 min 20 s 183      |
| 1re    | Donington Park 30 et 31 août 2008 Résultats détaillés            | Beijing Guoan Davide Rigon aux points |        |        |                   |                       |                        |                 | Beijing Guoan Davide Rigon    | Beijing Guoan Davide Rigon 1 min 20 s 183      |
| 1re    | Donington Park 30 et 31 août 2008 Résultats détaillés            | Beijing Guoan Davide Rigon aux points | R2     | 1er    | FC Séville        | Borja Garcia          | GTA Motor Competicion  | 41 min 56 s 268 | Beijing Guoan Davide Rigon    | Beijing Guoan Davide Rigon 1 min 20 s 183      |
| 1re    | Donington Park 30 et 31 août 2008 Résultats détaillés            | Beijing Guoan Davide Rigon aux points | R2     | 2e     | CR Flamengo       | Tuka Rocha            | Astromega              | 42 min 06 s 342 | Beijing Guoan Davide Rigon    | Beijing Guoan Davide Rigon 1 min 20 s 183      |
| 1re    | Donington Park 30 et 31 août 2008 Résultats détaillés            | Beijing Guoan Davide Rigon aux points | R2     | 3e     | Liverpool FC      | Adrián Vallés         | HiTech Racing          | 42 min 08 s 492 | Beijing Guoan Davide Rigon    | Beijing Guoan Davide Rigon 1 min 20 s 183      |
|        |                                                                  |                                       |        |        |                   |                       |                        |                 |                               |                                                |
| 2e     | Nürburgring 20 et 21 septembre 2008 Résultats détaillés          | RSC Anderlecht Craig Dolby aux points | R1     | 1er    | AC Milan          | Robert Doornbos       | Scuderia Playteam      | 46 min 13 s 313 | AC Milan Robert Doornbos      | SC Corinthians Antônio Pizzonia 1 min 43 s 463 |
| 2e     | Nürburgring 20 et 21 septembre 2008 Résultats détaillés          | RSC Anderlecht Craig Dolby aux points | R1     | 2e     | RSC Anderlecht    | Craig Dolby           | Astromega              | 46 min 19 s 944 | AC Milan Robert Doornbos      | SC Corinthians Antônio Pizzonia 1 min 43 s 463 |
| 2e     | Nürburgring 20 et 21 septembre 2008 Résultats détaillés          | RSC Anderlecht Craig Dolby aux points | R1     | 3e     | Galatasaray SK    | Alessandro Pier Guidi | Scuderia Playteam      | 46 min 33 s 291 | AC Milan Robert Doornbos      | SC Corinthians Antônio Pizzonia 1 min 43 s 463 |
| 2e     | Nürburgring 20 et 21 septembre 2008 Résultats détaillés          | RSC Anderlecht Craig Dolby aux points |        |        |                   |                       |                        |                 | AC Milan Robert Doornbos      | SC Corinthians Antônio Pizzonia 1 min 43 s 463 |
| 2e     | Nürburgring 20 et 21 septembre 2008 Résultats détaillés          | RSC Anderlecht Craig Dolby aux points | R2     | 1er    | PSV Eindhoven     | Yelmer Buurman        | Azerti Motorsport      | 46 min 41 s 041 | AC Milan Robert Doornbos      | SC Corinthians Antônio Pizzonia 1 min 43 s 463 |
| 2e     | Nürburgring 20 et 21 septembre 2008 Résultats détaillés          | RSC Anderlecht Craig Dolby aux points | R2     | 2e     | RSC Anderlecht    | Craig Dolby           | Astromega              | 46 min 41 s 652 | AC Milan Robert Doornbos      | SC Corinthians Antônio Pizzonia 1 min 43 s 463 |
| 2e     | Nürburgring 20 et 21 septembre 2008 Résultats détaillés          | RSC Anderlecht Craig Dolby aux points | R2     | 3e     | Beijing Guoan     | Davide Rigon          | Zakspeed               | 46 min 42 s 671 | AC Milan Robert Doornbos      | SC Corinthians Antônio Pizzonia 1 min 43 s 463 |
|        |                                                                  |                                       |        |        |                   |                       |                        |                 |                               |                                                |
| 3e     | Circuit de Zolder 4 et 5 octobre 2008 Résultats détaillés        | Liverpool FC Adrián Vallés aux points | R1     | 1er    | Liverpool FC      | Adrián Vallés         | HiTech Racing          | 45 min 51 s 628 | Borussia Dortmund Paul Meijer | Atlético Madrid Andy Soucek 1 min 37 s 370     |
| 3e     | Circuit de Zolder 4 et 5 octobre 2008 Résultats détaillés        | Liverpool FC Adrián Vallés aux points | R1     | 2e     | RSC Anderlecht    | Craig Dolby           | Astromega              | 45 min 53 s 885 | Borussia Dortmund Paul Meijer | Atlético Madrid Andy Soucek 1 min 37 s 370     |
| 3e     | Circuit de Zolder 4 et 5 octobre 2008 Résultats détaillés        | Liverpool FC Adrián Vallés aux points | R1     | 3e     | Borussia Dortmund | Paul Meijer           | Zakspeed               | 45 min 55 s 673 | Borussia Dortmund Paul Meijer | Atlético Madrid Andy Soucek 1 min 37 s 370     |
| 3e     | Circuit de Zolder 4 et 5 octobre 2008 Résultats détaillés        | Liverpool FC Adrián Vallés aux points |        |        |                   |                       |                        |                 | Borussia Dortmund Paul Meijer | Atlético Madrid Andy Soucek 1 min 37 s 370     |
| 3e     | Circuit de Zolder 4 et 5 octobre 2008 Résultats détaillés        | Liverpool FC Adrián Vallés aux points | R2     | 1er    | Beijing Guoan     | Davide Rigon          | Zakspeed               | 47 min 23 s 624 | Borussia Dortmund Paul Meijer | Atlético Madrid Andy Soucek 1 min 37 s 370     |
| 3e     | Circuit de Zolder 4 et 5 octobre 2008 Résultats détaillés        | Liverpool FC Adrián Vallés aux points | R2     | 2e     | Tottenham Hotspur | Duncan Tappy          | GTA Motor Competicion  | 47 min 47 s 060 | Borussia Dortmund Paul Meijer | Atlético Madrid Andy Soucek 1 min 37 s 370     |
| 3e     | Circuit de Zolder 4 et 5 octobre 2008 Résultats détaillés        | Liverpool FC Adrián Vallés aux points | R2     | 3e     | PSV Eindhoven     | Yelmer Buurman        | Azerti Motorsport      | 47 min 48 s 128 | Borussia Dortmund Paul Meijer | Atlético Madrid Andy Soucek 1 min 37 s 370     |
|        |                                                                  |                                       |        |        |                   |                       |                        |                 |                               |                                                |
| 4e     | Circuit d'Estoril 18 et 19 octobre 2008 Résultats détaillés      | AC Milan Robert Doornbos aux points   | R1     | 1er    | Liverpool FC      | Adrián Vallés         | HiTech Racing          | 46 min 44 s 582 | AS Rome Franck Perera         | Atlético Madrid Andy Soucek 1 min 26 s 711     |
| 4e     | Circuit d'Estoril 18 et 19 octobre 2008 Résultats détaillés      | AC Milan Robert Doornbos aux points   | R1     | 2e     | AC Milan          | Robert Doornbos       | Scuderia Playteam      | 46 min 45 s 530 | AS Rome Franck Perera         | Atlético Madrid Andy Soucek 1 min 26 s 711     |
| 4e     | Circuit d'Estoril 18 et 19 octobre 2008 Résultats détaillés      | AC Milan Robert Doornbos aux points   | R1     | 3e     | AS Rome           | Franck Perera         | Fisichella Motor Sport | 46 min 46 s 649 | AS Rome Franck Perera         | Atlético Madrid Andy Soucek 1 min 26 s 711     |
| 4e     | Circuit d'Estoril 18 et 19 octobre 2008 Résultats détaillés      | AC Milan Robert Doornbos aux points   |        |        |                   |                       |                        |                 | AS Rome Franck Perera         | Atlético Madrid Andy Soucek 1 min 26 s 711     |
| 4e     | Circuit d'Estoril 18 et 19 octobre 2008 Résultats détaillés      | AC Milan Robert Doornbos aux points   | R2     | 1er    | Al Ain Club       | Paul Meijer           | Azerti Motorsport      | 45 min 59 s 268 | AS Rome Franck Perera         | Atlético Madrid Andy Soucek 1 min 26 s 711     |
| 4e     | Circuit d'Estoril 18 et 19 octobre 2008 Résultats détaillés      | AC Milan Robert Doornbos aux points   | R2     | 2e     | AC Milan          | Robert Doornbos       | Scuderia Playteam      | 46 min 01 s 127 | AS Rome Franck Perera         | Atlético Madrid Andy Soucek 1 min 26 s 711     |
| 4e     | Circuit d'Estoril 18 et 19 octobre 2008 Résultats détaillés      | AC Milan Robert Doornbos aux points   | R2     | 3e     | Galatasaray SK    | Alessandro Pier Guidi | Scuderia Playteam      | 46 min 04 s 715 | AS Rome Franck Perera         | Atlético Madrid Andy Soucek 1 min 26 s 711     |
|        |                                                                  |                                       |        |        |                   |                       |                        |                 |                               |                                                |
| 5e     | Circuit de Vallelunga 1er et 2 novembre 2008 Résultats détaillés | Beijing Guoan Davide Rigon aux points | R1     | 1er    | Beijing Guoan     | Davide Rigon          | Zakspeed               | 45 min 40 s 448 | Liverpool FC Adrián Vallés    | Atlético Madrid Andy Soucek 1 min 23 s 475     |
| 5e     | Circuit de Vallelunga 1er et 2 novembre 2008 Résultats détaillés | Beijing Guoan Davide Rigon aux points | R1     | 2e     | AC Milan          | Robert Doornbos       | Scuderia Playteam      | 45 min 42 s 127 | Liverpool FC Adrián Vallés    | Atlético Madrid Andy Soucek 1 min 23 s 475     |
| 5e     | Circuit de Vallelunga 1er et 2 novembre 2008 Résultats détaillés | Beijing Guoan Davide Rigon aux points | R1     | 3e     | Galatasaray SK    | Alessandro Pier Guidi | Scuderia Playteam      | 45 min 52 s 198 | Liverpool FC Adrián Vallés    | Atlético Madrid Andy Soucek 1 min 23 s 475     |
| 5e     | Circuit de Vallelunga 1er et 2 novembre 2008 Résultats détaillés | Beijing Guoan Davide Rigon aux points |        |        |                   |                       |                        |                 | Liverpool FC Adrián Vallés    | Atlético Madrid Andy Soucek 1 min 23 s 475     |
| 5e     | Circuit de Vallelunga 1er et 2 novembre 2008 Résultats détaillés | Beijing Guoan Davide Rigon aux points | R2     | 1er    | FC Porto          | Tristan Gommendy      | Team West-Tec          | 46 min 15 s 508 | Liverpool FC Adrián Vallés    | Atlético Madrid Andy Soucek 1 min 23 s 475     |
| 5e     | Circuit de Vallelunga 1er et 2 novembre 2008 Résultats détaillés | Beijing Guoan Davide Rigon aux points | R2     | 2e     | AS Rome           | Franck Perera         | Fisichella Motor Sport | 46 min 16 s 990 | Liverpool FC Adrián Vallés    | Atlético Madrid Andy Soucek 1 min 23 s 475     |
| 5e     | Circuit de Vallelunga 1er et 2 novembre 2008 Résultats détaillés | Beijing Guoan Davide Rigon aux points | R2     | 3e     | PSV Eindhoven     | Yelmer Buurman        | Azerti Motorsport      | 46 min 20 s 070 | Liverpool FC Adrián Vallés    | Atlético Madrid Andy Soucek 1 min 23 s 475     |
|        |                                                                  |                                       |        |        |                   |                       |                        |                 |                               |                                                |
| 6e     | Circuit de Jerez 22 et 23 novembre 2008 Résultats détaillés      | AC Milan Robert Doornbos aux points   | R1     | 1er    | AC Milan          | Robert Doornbos       | Scuderia Playteam      | 46 min 39 s 203 | Liverpool FC Adrián Vallés    | Beijing Guoan Davide Rigon 1 min 30 s 029      |
| 6e     | Circuit de Jerez 22 et 23 novembre 2008 Résultats détaillés      | AC Milan Robert Doornbos aux points   | R1     | 2e     | FC Porto          | Tristan Gommendy      | Team West-Tec          | 46 min 40 s 493 | Liverpool FC Adrián Vallés    | Beijing Guoan Davide Rigon 1 min 30 s 029      |
| 6e     | Circuit de Jerez 22 et 23 novembre 2008 Résultats détaillés      | AC Milan Robert Doornbos aux points   | R1     | 3e     | Tottenham Hotspur | Duncan Tappy          | GTA Motor Competicion  | 46 min 43 s 325 | Liverpool FC Adrián Vallés    | Beijing Guoan Davide Rigon 1 min 30 s 029      |
| 6e     | Circuit de Jerez 22 et 23 novembre 2008 Résultats détaillés      | AC Milan Robert Doornbos aux points   |        |        |                   |                       |                        |                 | Liverpool FC Adrián Vallés    | Beijing Guoan Davide Rigon 1 min 30 s 029      |
| 6e     | Circuit de Jerez 22 et 23 novembre 2008 Résultats détaillés      | AC Milan Robert Doornbos aux points   | R2     | 1er    | Borussia Dortmund | James Walker          | Zakspeed               | 46 min 42 s 999 | Liverpool FC Adrián Vallés    | Beijing Guoan Davide Rigon 1 min 30 s 029      |
| 6e     | Circuit de Jerez 22 et 23 novembre 2008 Résultats détaillés      | AC Milan Robert Doornbos aux points   | R2     | 2e     | SC Corinthians    | Antônio Pizzonia      | EuroInternational      | 46 min 44 s 534 | Liverpool FC Adrián Vallés    | Beijing Guoan Davide Rigon 1 min 30 s 029      |
| 6e     | Circuit de Jerez 22 et 23 novembre 2008 Résultats détaillés      | AC Milan Robert Doornbos aux points   | R2     | 3e     | Beijing Guoan     | Davide Rigon          | Zakspeed               | 46 min 45 s 344 | Liverpool FC Adrián Vallés    | Beijing Guoan Davide Rigon 1 min 30 s 029      |
|        |                                                                  |                                       |        |        |                   |                       |                        |                 |                               |                                                |

## Classement
Le classement du championnat est décidé par points, qui sont attribués en fonction de la position où l'équipe termine les Grands Prix. Les points sont attribués de la façon suivante :
| Position | 1er | 2e | 3e | 4e | 5e | 6e | 7e | 8e | 9e | 10e | 11e | 12e | 13e | 14e | 15e | 16e | 17e | 18e | 19e | 20e | 21e | 22e |
| Points   | 50  | 45 | 40 | 36 | 32 | 29 | 26 | 23 | 20 | 18  | 16  | 14  | 12  | 10  | 8   | 7   | 6   | 5   | 4   | 3   | 2   | 1   |
| -------- | --- | -- | -- | -- | -- | -- | -- | -- | -- | --- | --- | --- | --- | --- | --- | --- | --- | --- | --- | --- | --- | --- |

Contrairement à la Formule 1, le pilote n'a pas besoin de terminer, mais de commencer, pour accumuler des points. Les mêmes points sont attribués pour la course 1 et la course 2, mais la grille est inversée lors de la course 2 et les pilotes les plus lents sont avantagés puisqu'ils partent dans les premières lignes de la grille.
| Rang | Club                | Pilotes               | Course | Course | Course | Course | Course | Course | Course | Course | Course | Course | Course | Course | Total points |
| Rang | Club                | Pilotes               | GBR    | GBR    | GER    | GER    | BEL    | BEL    | POR    | POR    | ITA    | ITA    | ESP    | ESP    | Total points |
| Rang | Club                | Pilotes               | R1     | R2     | R1     | R2     | R1     | R2     | R1     | R2     | R1     | R2     | R1     | R2     | Total points |
| ---- | ------------------- | --------------------- | ------ | ------ | ------ | ------ | ------ | ------ | ------ | ------ | ------ | ------ | ------ | ------ | ------------ |
| 1er  | Beijing Guoan       | Davide Rigon          | 50     | 29     | 32     | 40     | 6      | 50     | 32     | 32     | 50     | 32     | 20     | 40     | 413          |
| 2e   | PSV Eindhoven       | Yelmer Buurman        | 36     | 23     | 18     | 50     | 26     | 40     | 20     | 23     | 18     | 40     | 23     | 20     | 337          |
| 3e   | AC Milan            | Robert Doornbos       | 6      | -      | 50     | 29     | 5      | 36     | 45     | 45     | 45     | 6      | 50     | 18     | 335          |
| 4e   | Liverpool FC        | Adrián Vallés         | 32     | 40     | 10     | 10     | 50     | 29     | 50     | 14     | 20     | 36     | 26     | 8      | 325          |
| 5e   | AS Rome             | Enrico Toccacelo      | 45     | 18     | 6      | 36     | 12     | 26     |        |        |        |        |        |        | 307          |
| 5e   | AS Rome             | Franck Perera         |        |        |        |        |        |        | 40     | 7      | 8      | 45     | 32     | 32     | 307          |
| 6e   | RSC Anderlecht      | Craig Dolby           | 10     | 7      | 45     | 45     | 45     | 7      | 10     | 20     | 26     | 29     | 36     | 23     | 303          |
| 7e   | FC Porto            | Tristan Gommendy      | 26     | 20     | 23     | 32     | 29     | 8      | 7      | -      | 23     | 50     | 45     | 14     | 277          |
| 7e   | Galatasaray SK      | Alessandro Pier Guidi | 12     | 12     | 40     | 26     | 10     | 14     | 26     | 40     | 40     | 16     | 5      | 36     | 277          |
| 9e   | SC Corinthians      | Andy Soucek           | 16     | 14     |        |        |        |        |        |        |        |        |        |        | 264          |
| 9e   | SC Corinthians      | Antônio Pizzonia      |        |        | 26     | 18     | 18     | 5      | 36     | 36     | 29     | 7      | 14     | 45     | 264          |
| 10e  | FC Séville          | Borja Garcia          | 18     | 50     | 29     | 23     | 7      | 23     | 23     | 26     | 6      | 12     | 29     | 16     | 262          |
| 11e  | Tottenham Hotspur   | Duncan Tappy          | 40     | 32     | 12     | 6      | 14     | 45     |        |        | 16     | 18     | 40     | 10     | 257          |
| 11e  | Tottenham Hotspur   | Dominik Jackson       |        |        |        |        |        |        | 8      | 16     |        |        |        |        | 257          |
| 12e  | Al Ain Club         | Andreas Zuber         | 29     | 8      | 16     | 16     |        |        |        |        |        |        |        |        | 244          |
| 12e  | Al Ain Club         | Bertrand Baguette     |        |        |        |        | 16     | 18     |        |        |        |        | 18     | 26     | 244          |
| 12e  | Al Ain Club         | Paul Meijer           |        |        |        |        |        |        | 14     | 50     |        |        |        |        | 244          |
| 12e  | Al Ain Club         | Dominick Muermans     |        |        |        |        |        |        |        |        | 10     | 23     |        |        | 244          |
| 13e  | Rangers FC          | Ryan Dalziel          | 23     | 10     |        |        | 23     | 6      | 12     | 8      | 32     | 26     | 8      | 29     | 227          |
| 13e  | Rangers FC          | James Walker          |        |        | 36     | 14     |        |        |        |        |        |        |        |        | 227          |
| 14e  | Borussia Dortmund   | Nelson Philippe       | 8      | 36     | 8      | -      |        |        |        |        |        |        |        |        | 218          |
| 14e  | Borussia Dortmund   | Paul Meijer           |        |        |        |        | 40     | 16     |        |        |        |        |        |        | 218          |
| 14e  | Borussia Dortmund   | Enrico Toccacelo      |        |        |        |        |        |        | 6      | 29     | 5      | 10     |        |        | 218          |
| 14e  | Borussia Dortmund   | James Walker          |        |        |        |        |        |        |        |        |        |        | 10     | 50     | 218          |
| 15e  | FC Bâle             | Max Wissel            | 20     | 26     | 20     | 12     | 36     | 32     | 5      | 10     | 14     | 8      | 16     | 6      | 205          |
| 16e  | CR Flamengo         | Tuka Rocha            | 7      | 45     | 7      | 7      | 20     | 10     | 16     | 18     | 36     | 5      | 6      | 12     | 189          |
| 17e  | Olympiakos Le Pirée | Kasper Andersen       | 14     | 16     | 14     | 8      | 8      | 20     | 18     | 12     |        |        |        |        | 161          |
| 17e  | Olympiakos Le Pirée | Stamatis Katsimis     |        |        |        |        |        |        |        |        | 12     | 20     | 12     | 7      | 161          |
| 18e  | Atlético Madrid     | Andy Soucek           | -      | -      | -      | 20     | 32     | 12     | 29     | 6      | 7      | 14     | 7      | 5      | 132          |